# Bosco di Pian Prà (Rorà)
Bosco di Pian Prà (Rorà) este o arie protejată (arie specială de conservare — SAC, sit de importanță comunitară — SCI) din Italia întinsă pe o suprafață de 93 ha, integral pe uscat.

## Localizare
Centrul sitului Bosco di Pian Prà (Rorà) este situat la coordonatele 44°47′49″N 7°11′30″E / 44.796944°N 7.191667°E.

## Înființare
Situl Bosco di Pian Prà (Rorà) a fost declarat sit de importanță comunitară în septembrie 1995 pentru a proteja 1 specie de animale. Situl a fost protejat și ca arie specială de conservare în iulie 2016.

## Biodiversitate
Situată în ecoregiunea alpină, aria protejată conține 3 habitate naturale: Formațiuni ierboase bogate în specii de Nardus, dezvoltate pe substraturi silicioase în zone montane (și în zone submontane, în Europa continentală), Păduri alpine de Larix decidua și/sau Pinus cembra, Păduri de fag Luzulo-Fagetum.
La baza desemnării sitului se află o specie protejată de  nevertebrate: Euplagia quadripunctaria
Pe lângă speciile protejate, pe teritoriul sitului au mai fost identificate 1 specie de amfibieni, 1 specie de mamifere, 5 specii de nevertebrate, 2 specii de reptile.